# Charity Ngilu

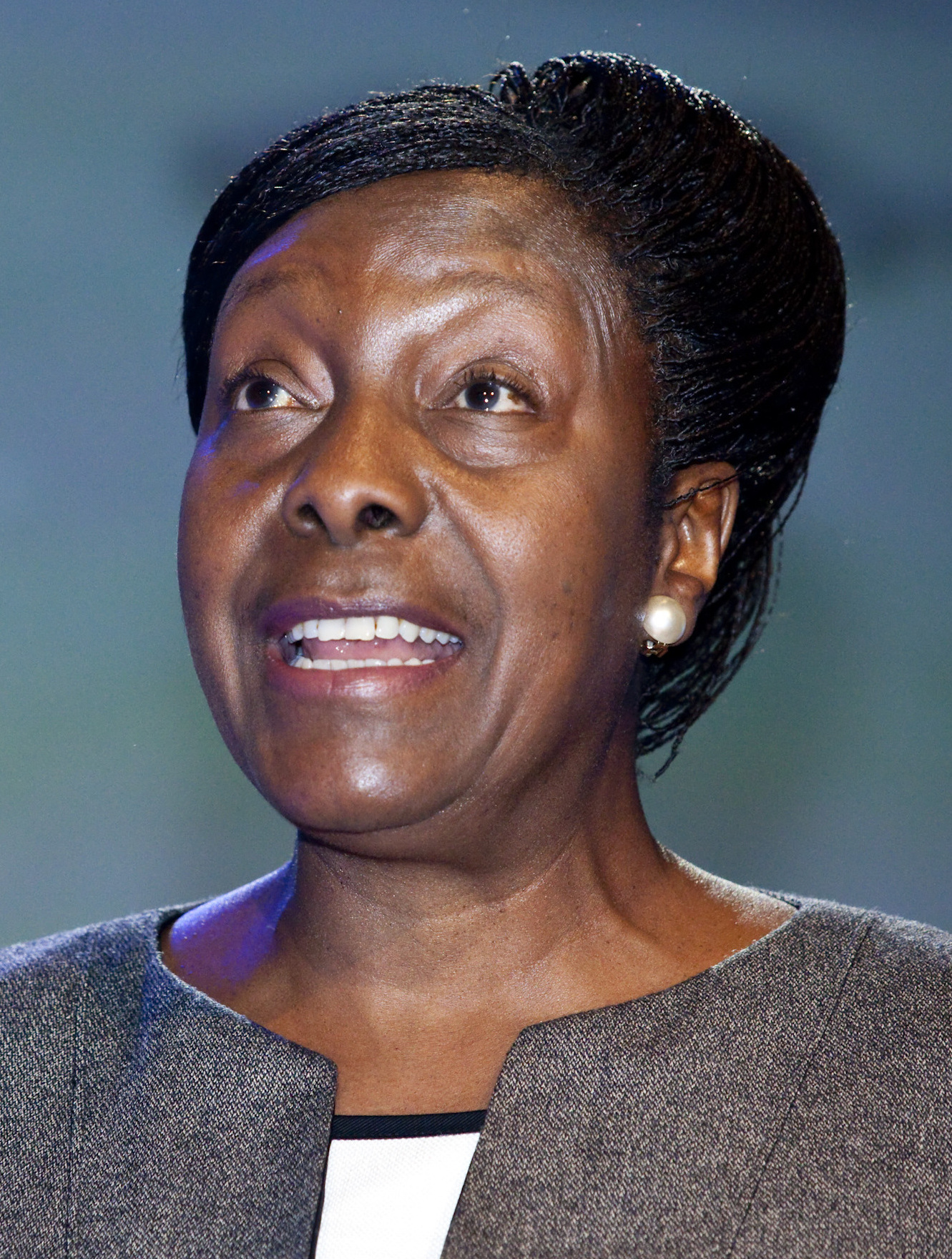
Retrato de Charity Ngilu

Charity Kaluki Ngilu (1952) es una político keniana. Fue ministra de Salud de 2003 a 2007 y nombrada Ministro de Agua y Riego en abril de 2008. Ngilu nació en Mbooni, Distrito de Makueni en 1952. Fue educada en el Instituto de Chicas de la Alianza, ha trabajado como secretaria para el Banco Central de Kenia.  Fue  directora de una fábrica de extrusión de plásticos.

## Vida política
Las elecciones multipartidistas en Kenia se mantuvieron hasta 1992, Charity Ngilu logró un puesto en el Partido Democrático. En las elecciones generales de diciembre de 1997, se postuló para la presidencia y junto con Wangari Maathai se convirtió en la primera mujer candidata a la presidencia en Kenia. Ngilu más tarde representó al Partido Democrático Social de Kenia.  Ella quedó quinta. Se unió al Partido Nacional de Kenia. En las elecciones generales de diciembre de 2002 formó parte de la coalición NARC. La colación ganó las elecciones y el presidente Mwai Kibaki la nombró Ministro de Salud en enero de 2003, también fue nombrada Presidente de NARC.
En 2008 fue nombrada Ministro de Agua y Riego. En 2013 lanzó su candidatura presidencial a través del NARC.

## Vida privada
Su esposo murió en 2006 en Sudáfrica y es madre de tres hijos.